# Mats Korte
Mats Korte (* 28. April 1997 in Minden) ist ein deutscher Handballspieler.

## Laufbahn
Korte begann das Handballspielen beim TSV GWD Minden, wechselte danach zum TSV Hahlen und kehrte 2010 in die C-Jugend von GWD Minden zurück. Dort durchlief er alle weiteren Jugend-Mannschaften und spielte somit unter anderem in der A-Jugend-Bundesliga und parallel auch für die zweite Mannschaft in der 3. Liga. Seit der Saison 2016/17 gehört er zum Kader der Bundesliga-Mannschaft, debütierte allerdings bereits im Vorjahr am 3. Oktober 2015 im Auswärtsspiel beim ASV Hamm in der 2. Bundesliga. Sein Bundesliga-Debüt feierte Korte am 14. September 2016 bei Füchse Berlin. Im September 2018 wurde sein Vertrag bis zum 30. Juni 2021 verlängert. Mit Minden trat er 2023 den Gang in die Zweitklassigkeit an und kehrte zwei Jahre später wieder in die Bundesliga zurück.